# Football Club of Pune City
Il Football Club of Pune City, meglio conosciuto come Pune City, è stata una società calcistica indiana con sede nella città di Pune, nel Maharashtra, che ha militato nella Indian Super League dalla stagione 2014 alla 2018-2019.

## Storia
La società è stata fondata nell'estate del 2014, tramite un accordo tra l'attore Salman Khan, Wadhawan Group e il club italiano della Fiorentina, per prendere parte alla stagione d'esordio della Indian Super League, nuova lega calcistica indiana.
La squadra è stata presentata ufficialmente il 24 agosto. Chiude la prima stagione in sesta posizione.
Conclude la seconda stagione al 7º posto, non riuscendo a centrare i Play-Off.

Nel 2016 ci sarà un cambio in panchina, infatti subentra come nuovo allenatore Antonio López Habas vincitore del titolo nel 2014 con l'Atlético de Kolkata. Nonostante il cambio, la squadra conclude questo campionato al 6º posto non centrando i Play-Off. Nel 2017, nonostante il 4º posto nella stagione regolare, viene eliminata in semifinale dal Bengaluru.
La proprietà del club è stata venduta a Vijay Madduri, un imprenditore di Hyderabad e a Varun Tripuneni, ex CEO dei Kerala Blasters. Decisero di spostare la base da Pune a Hyderabad e rinominare la squadra Hyderabad Football Club, cessando così di esistere.

## Colori e simboli
I colori sociali del Pune City erano l'arancione e il viola.

## Strutture

### Stadio
Il Pune City giocava le sue partite casalinghe al Balewadi Stadium di Pune, impianto con una capacità di 22.000 spettatori.

## Società

### Sponsor
Di seguito la cronologia di fornitori tecnici e sponsor del Pune City
| Sponsor tecnici - 2014: Dida - 2015: Adidas | Sponsor ufficiali - 2014: DHFL Pramerica - 2015: Fair and Handsome |

## Allenatori e presidenti
| Allenatori - 2014 Franco Colomba - 2015 David Platt - 2016-2017 Antonio López Habas - 2017-2018 Ranko Popović - 2018 Marcos Paquetá - 2018 Miguel Ángel Portugal - 2018 Pradyum Reddy - 2018-2019 Phil Brown | Presidenti - 2014-2016 Gaurav Modwel - 2016-2019 Rajesh Wadhawan Group - 2017-2019 Arjun Kapoor |